# Tukalice
Tukalice (znanstveno ime Rallidae) so družina ptic iz reda žerjavovcev, razširjena po vsem svetu razen najbolj sušnih in najhladnejših območij. V Evropi jih povezujemo predvsem z gosto zaraščenimi močvirnatimi habitati.
So razmeroma enotne telesne zgradbe. Večinoma gre za majhne do srednje velike ptiče čokate rasti s kratkimi, zaokroženimi perutmi. Samci in samice so si podobni. Najbolj raznolik je kljun, ki je lahko kratek in širok, zelo močan ali daljši od preostanka glave. Nekatere vrste imajo kljun podaljšan v kožnat ščitek na čelu.
Opisanih je približno 150 vrst, ki jih združujemo v nekaj več kot 40 rodov. Za ornitologe je posebej zanimivih 31 znanih vrst, ki poseljujejo odročne otoke in pri katerih je neodvisno prišlo do izgube sposobnosti letenja, kar predstavlja zgled za vzporedno evolucijo. Te vrste so še posebej občutljive na prisotnost tujerodnih plenilcev, ki jih na njihove otoke zanaša človek. Ogrožene so tudi številne celinske vrste zaradi krčenja mokrišč, ki jim predstavljajo življenjski prostor.
V družino tukalic spada mdr. tudi kosec.